# Albert Werkenthin (Musikdirektor)
Gustav Wilhelm Albert Werkenthin (* 6. März 1842 in Berlin; † 1. Juni 1914 ebenda) war ein deutscher Komponist, Pianist, Organist, Musiklehrer und Musikdirektor.

## Leben
Albert Werkenthin war ein Sohn des Malermeisters Karl Wilhelm Adolf Werkenthin und dessen Frau, der Stickerin Friederike Wilhelmine, geborene Wollin. Werkenthin war am Stern’schen Konservatorium Schüler von Hans von Bülow, Julius Stern, Carl Friedrich Weitzmann und Hugo Ulrich. Zudem hatte er sich als Schüler August Haupts mit dem Orgelspiel beschäftigt und betätigte sich dann als Pianist und Organist. Von 1864 bis 1871 war er mit Unterbrechungen Lehrer am Stern’schen Konservatorium. Ein Jahr lang war er Lehrer an Theodor Kullaks Neuer Akademie der Tonkunst. Bis 1892 leitete er eine eigene Musikschule, das „Neue Musik-Institut.“ In seinen späten Jahren war er auch Musikreferent der Volkszeitung. Von Werkenthin stammen das dreibändige Werk Die Lehre vom Klavierspiel; Lehrstoff und Methode und mehrere Lieder und Klavierstücke. Er war Vorstandsmitglied des Vereines der Musik-Lehrer und -Lehrerinnen zu Berlin und Redakteur von dessen Jahrbuch.
Familie
Albert Werkenthin war seit Juli 1871 verheiratet mit Lucie Jenny, geborene Steinberg (* 1850). Der gleichnamige Zahnmediziner Albert Werkenthin (1874–1953), die Opernsängerin Mally Werkenthin (1878–1918), der Diplom-Ingenieur Friedrich Werkenthin (1879–1958) und die Modezeichnerin Julie Werkenthin (1882–1960) waren seine Kinder. Der Schauspieler und Sänger Karl Wilhelm Julius Werkenthin war sein älterer Bruder.

## Werke (Auswahl)
- Die Lehre vom Klavierspiel. Lehrstoff und Methode. zweite Auflage, Carl Simon, Berlin [1889] (DNB 561028559)
  - Erster Band: Die Lehre von der Tonschrift.
  - Zweiter Band: Die Lehre vom Anschlag und von der Technik.
  - Dritter Band: Die Lehre vom Vortrag.

- Die letzte Loge. Gedicht von H. Grünig; für Barython mit Pianoforte, Orgel- oder Harmonium-Begleitung  [Partitur], Ausg. A. mit Pianoforte. Simon, Berlin 1899 (DNB 105345998X)
- Op. 1 – Drei Lieder: Wach' auf Gesell! Friedrich August Leo, Ries & Erler, Berlin [ca. 1910].
- Op. 3 – Impromptu.
- Op. 4 – Drei Sonatinen für Pianoforte.
- Op. 5 – Drei Lieder für eine Singstimme mit Begleitung des Pianoforte. Friedrich August Leo, Ries & Erler, Berlin [ca. 1892].
#1: Wach’ auf, Gesell! – #2: Gruss – #3: Ho Hé! là bas[9]